# João Melo
João Melo (Luanda, 1955) è uno scrittore, giornalista, pubblicista e professore angolano.

## Biografia
Parlare di João Melo è parlare di una figura eclettica e dai mille volti: giornalista, scrittore e deputato, è una delle voci angolane più interessanti del secolo. Dopo gli studi di Diritto a Coimbra e a Luanda, Melo si laurea in Comunicazione Sociale e intraprende un master in Comunicazione e Cultura a Rio de Janeiro. Dirige vari mezzi di comunicazione angolani, statali e provati, diventando una delle voci più importanti e rispettate del panorama lusofono. Membro fondatore dell'Unione degli Scrittori Angolani (União dos Escritores Angolanos – UEA), occupa varie cariche di responsabilità nei rispettivi organi sociali come segretario generale, presidente della Commissione Direttiva e presidente del Consiglio Fiscale. Attualmente è direttore di un'agenzia di comunicazione, insegna in due università private ed è impegnato come deputato nel parlamento angolano.

## Stile
Lo stile della prosa breve di João Melo è tagliente, acuto, cinico, ironico e caustico da superare quasi sempre il politically correct e ogni tanto il limite della volgarità. In tal modo João Melo riesce a creare una provocazione che ci illumina in un quadro nitido e pulsante il mondo dell'Angola urbana degli ultimi anni. Non mancano mai riferimenti irriverenti e giudizi taglienti nei confronti della realtà Occidentale, inseriti in una verbosità spesso eccessiva e ridondante.

## Le traduzioni italiane
Il primo, edito nel 2009 con il titolo di "Il giorno un cui Paperino s'è fatto per la prima volta Paperina e altri racconti", è una raccolta di 12 "storie" incentrate sulla descrizione dell'Angola contemporanea tramite una serie di parabole umane. In questi racconti, costante è il riferimento alla dicotomia fra Europa-Africa, con particolare attenzione alla tensione razziale che imperversa le due realtà.
Il secondo volume, in uscita a novembre 2010, è edito da Edizioni dell'Urogallo, casa editrice in forte evoluzione e incentrata sulle voci lusofone dell'ultimo secolo, con il titolo di "L'uomo dallo stecchino in bocca". Anche in questo caso, Melo sceglie la forma delle "storie", narrate in modo esuberante, talvolta aggressivo. L'autore non risparmia nessuno: né la Luanda postmoderna fatta di prostituzione, falsità ed escamotages per sopravvivere ad una realtà povera e spietata, né ai ricchi possidenti che sfruttano fino all'osso la terra angolana. Numerosi e irriverenti sono le critiche al mondo anglosassone su cui Melo non si risparmia, coinvolgendo il lettore nella frustrazione e nella rabbia che animano i racconti.

## Opere
In portoghese:
- Definição poesia, UEA, Luanda 1985.
- Fabulema poesia, UEA, Luanda 1986.
- Tanto Amor poesia, UEA, Luanda 1989.
- Poemas Angolanos poesia, UEA, Luanda 1989.
- Canção do Nosso Tempo poesia, UEA, Luanda 1991.
- Jornalismo e Política saggio, UEA, Luanda 1991.
- O Caçador de Nuvens poesia, UEA, Luanda 1993.
- Limites e Redundâncias poesia, UEA, Luanda 1997.
- Imitação de Sartre e Simone de Beauvoir [racconti], Caminho, Lisbona 1999.
- Filhos da Pátria racconti, Caminho, Lisbona 2001.
- The Serial Killer e Outros Contos Risíveis ou Talvez Não [racconti], Caminho, Lisbona 2004.
- O Dia em que O Pato Donald Comeu pela Primeira Vez a Margarida [racconti], Caminho, Lisbona 2006.
- Auto-Retrato poesia, Caminho, Lisbona 2007.
- O Homem que não Tira o Palito da Boca racconti, Nzila, Luanda 2009.

Traduzioni italiane:
- Il giorno in cui Paperino s'è fatto per la prima volta Paperina e altri racconti racconti, Morlacchi Editore, Perugia 2009.
- L'uomo dallo stecchino in bocca racconti, Edizioni dell'Urogallo, Perugia 2010.
- The Serial Killer e altri racconti risibili o anche no, Edizioni dell'Urogallo, Perugia 2017.
- Il giorno in cui Paperino s'è fatto per la prima volta Paperina. 18 storie quasi post-moderne [2ª edizione, integrale], Edizioni dell'Urogallo, 2017.

| Controllo di autorità | VIAF (EN) 51756175 · ISNI (EN) 0000 0001 2132 8222 · LCCN (EN) n89656345 · GND (DE) 13725038X |